# IKU
IKU（日语：いく，1月22日—）是日本的創作歌手。北海道出身（目前也住在此）。

## 人物
- 5歲的時候學習電子風琴。而且從小學到高中生的6年，社團活動加入吹奏音樂部，已擔任了各式各樣的樂器。

## 作品

### 單曲
- 音のない夜空に/木の芽風（2008年3月19日）
- Rimless〜フチナシノセカイ〜（2008年11月26日）
- 誓い言〜スコシだけもう一度〜（2009年2月25日）

### 專輯
- ユアウエア（2009年3月25日）

### 迷你專輯
- ROBE（2011年5月25日）

## 外部連結
- GENEON UNIVERSAL OFFICIAL WEB SITE
- IKU OFFICIAL WEB SITE